# لس آفول
لس آفول (انگلیسی: Les Afful؛ زادهٔ ۴ فوریهٔ ۱۹۸۴) بازیکن فوتبال اهل بریتانیا است.
از باشگاه‌هایی که در آن بازی کرده‌است می‌توان به باشگاه فوتبال تورکی یونایتد، باشگاه فوتبال ترورو سیتی، تیم سی فوتبال ملی انگلیس، باشگاه فوتبال اکستر سیتی، و باشگاه فوتبال فارست گرین راورز اشاره کرد.
وی همچنین در تیم ملی فوتبال تیم سی فوتبال ملی انگلیس بازی کرده‌است.